# Боцвана на Светском првенству у атлетици на отвореном 2011.
Боцвана је учествовала на  13. Светском првенству у атлетици на отвореном 2011. одржаном у Тегуу од 27. до 4. септембра. Репрезентацију Боцване представљало је троје такмичара (2 мушкарац и 1 жена) који су се такмичили у 3 дисциплине (2 мушке и 1 женска).,
На овом првенству Боцвана је освојила једну златну медаљу и постављен је један наионални рекорд. Овим успехом Боцванска атлетска репрезентација је у укупном пласману делила 11 место са још 6 репрезентација од 204 земаље учеснице.
У табели успешности према броју и пласману такмичара који су учествовали у финалним такмичењима (првих 8 такмичара) Боцвана је са 1 учесником у финалу делила 36. место са 8 бодова.
| Пл.  | Земља   | 1. место | 2. место | 3. место | 4. место | 5. место | 6. место | 7. место | 8. место | Бр. фин. | Бод. |
| ---- | ------- | -------- | -------- | -------- | -------- | -------- | -------- | -------- | -------- | -------- | ---- |
| =36. | Боцвана | 1        | 0        | 0        | 0        | 0        | 0        | 0        | 0        | 1        | 8    |

## Учесници
| Мушкарци: - Пако Серибе — 400 м препреке - Кабело Кгосиеманг — Скок увис | Жене: - Амантле Монтшо — 400 м препреке |  |

## Освајачи медаља

### Злато
- Амантле Монтшо — 400 м препреке

## Резултати

### Мушкарци
| Атлетичар         | Дисциплина | Лични рекорд | Група    | Група     | Полуфинале           | Полуфинале           | Финале               | Финале       | Детаљи |
| Атлетичар         | Дисциплина | Лични рекорд | Резултат | Место     | Резултат             | Место                | Резултат             | Место        | Детаљи |
| ----------------- | ---------- | ------------ | -------- | --------- | -------------------- | -------------------- | -------------------- | ------------ | ------ |
| Пако Серибе       | 400 м      | 45,41        | 46,97    | 6 у гр. 4 | Није се квалификовао | Није се квалификовао | Није се квалификовао | 27 / 36 (39) |        |
| Кабело Кгосиеманг | скок увис  | 2,34 НР      | 2,21     | 11 гр А   |                      |                      | Није се квалификовао | 25 / 32 (34) |        |

### Жене
| Атлетичарка    | Дисциплина | Лични рекорд | Квалификације | Квалификације | Полуфинале | Полуфинале   | Финале   | Финале | Детаљи |
| Атлетичарка    | Дисциплина | Лични рекорд | Резултат      | Место         | Резултат   | Место        | Резултат | Место  | Детаљи |
| -------------- | ---------- | ------------ | ------------- | ------------- | ---------- | ------------ | -------- | ------ | ------ |
| Амантле Монтшо | 400 метара | 72,93 НР     | 50,95         | 1 у гр. 4 КВ  | 50,13      | 1 у гр. 3 КВ | 49,56 НР |        |        |

Легенда: НР = национални рекорд, ЛР= лични рекорд, РС = Рекорд сезоне (најбољи резултат у сезони до почетка првества), КВ = квалификован (испунио норму), кв = квалификова (према резултату)